# Jin Hanato
Jin Hanato (端戸 仁, Hanato Jin) est un footballeur japonais né le 31 mai 1990. Il évolue au poste d'attaquant.

## Biographie
Avec la sélection japonaise, il remporte le championnat d'Asie des moins de 16 ans en 2006, inscrivant un but en finale contre la Corée du Nord.
Il participe à la Ligue des champions d'Asie avec l'équipe des Yokohama F·Marinos. Lors de cette compétition, il inscrit un but contre le club chinois du Guangzhou Evergrande en mars 2014.

## Palmarès
- Vainqueur du championnat d'Asie des moins de 16 ans en 2006 avec l'équipe du Japon des moins de 17 ans
- Vice-champion du Japon en 2013 avec le Yokohama F·Marinos
- Vainqueur de la Coupe du Japon en 2013 avec le Yokohama F·Marinos
- Finaliste de la Supercoupe du Japon en 2014 avec le Yokohama F·Marinos